# Nitokra tridens
Nitokra tridens is een eenoogkreeftjessoort uit de familie van de Ameiridae. De wetenschappelijke naam van de soort is voor het eerst geldig gepubliceerd in 1969 door Bozic.